# PowerDVD
CyberLink PowerDVD è un lettore multimediale in commercio per Microsoft Windows che fornisce la riproduzione di DVD e di Blu-Ray. La versione corrente, PowerDVD 20, è disponibile in 3 edizioni: Standard, Pro e Ultra; tutte le versioni supportano la riproduzione di DVD ma solo le versioni Pro ed Ultra supportano la riproduzione di dischi Blu-ray e Blu-ray 3D (solo con PowerDVD Ultra).
Il prodotto è distribuito al dettaglio, o via download dal sito internet di CyberLink. PowerDVD è spesso offerto in bundle con vari sistemi PC, portatili, e periferiche (in particolare i lettori ottici), una strategia che ha rapidamente permesso a Cyberlink di rendere il software il "numero 1 dei lettori multimediali con una distribuzione annuale superiore a 100 milioni di unità"
PowerDVD è stato il primo lettore multimediale di Blu-Ray 3D a ricevere la certificazione dalla Blu-Ray Disc Association (BDA) per il nuovo standard Blu-Ray 3D (Profilo 5.0).
Una versione Linux di PowerDVD era disponibile dal negozio di Canonical Ltd., ma ora non lo è più.

## Funzionalità
- Riproduzione di DVD e Blu-Ray
- Supporto al surround DTS-HD con 7.1 canali audio
- DLNA
- Riproduzione di formati video mkv, flv, wtv, 3gp and 3g2, e rm (Solo se RealPlayer è installato)
- Supporto ai sottotitoli nel formato smi, ass, ssa, psb, srt and sub
- 4K UHD Televisione a ultra alta definizione
- Upscaling di DVD e formati in Standard definition in risoluzione HD, inclusi video di YouTube
- Supporto a foto e video nel formato 3D incluso il Blu-Ray 3D
- Conversione di filmati 2D in 3D sfruttando l'accelerazione video
- MovieMarks: i MovieMarks permettono di abbinare le proprie scene preferite a recensioni e commenti che possono essere condivisi online tramite MoovieLive.com.
- Commenti in Diretta: PowerDVD permette agli utenti di pubblicare opinioni e commenti su Facebook, Twitter e MoovieLive in diretta mentre si guarda un film.

Alcune versioni di PowerDVD 7 supportavano i dischi HD DVD, ma questa capacità è stata rimossa a partire da PowerDVD 8, in quanto supporto obsoleto. Può però essere riabilitata nella versione al dettaglio originale di PowerDVD 8 grazie a una serie di impostazioni. Cyberlink suggerisce agli utenti che vogliono mantenere la riproduzione di HD DVD di acquistare le versioni Utra di PowerDVD 7 e 8, che possono essere installate in concomitanza sullo stesso sistema.

## Decodificatori

### Decodificatori video nativi
- H.264/MPEG-4 AVC
- AVCHD
- MPEG-4 ASP (DivX, Xvid)
- MPEG-2/HD
- MPEG-1
- VC-1
- WMV HD

### Decodificatori audio nativi
- Dolby Meridian Lossless Packing (MLP)
- Dolby TrueHD (7.1 Canali)
- Dolby Digital Plus (7.1 Canali)
- Dolby Digital EX (7.1 Canali)
- Dolby Digital (2 & 5.1 Canali)
- DTS-HD (7.1 Canali)
- DTS-ES (Discreto e Matrice)
- DTS 96/24 Decoding
- DTS (5.1 Canali)
- LPCM
- AAC
- MP3 Surround
- MP2

### Effetti audio
- Dolby Pro Logic IIx Surround Sound
- Dolby Virtual Speaker
- CyberLink TrueTheater Surround

## Critiche
Ogni versione di PowerDVD viene supportata per un periodo molto breve. Durante tale periodo, può ricevere aggiornamenti destinati a migliorare la stabilità oppure estendere le funzionalità di quella versione del programma, ma la pubblicazione di una nuova versione manda rapidamente in pensione le precedenti. Si tratta di un problema serio con i Blu-ray video, perché la chiave di protezione di quel formato viene aggiornata di frequente, con la conseguenza di dover applicare al programma i relativi update per poter riprodurre i dischi più recenti, e gli aggiornamenti non sono disponibili per tutte le versioni del programma. Ciò può comportare la necessità di acquistare una nuova versione del software, anche se quella in possesso è dichiaratamente in grado di riprodurre i BD-video.